# Buey rojo sangre
Buey rojo sangre es una película de terror y thriller psicológico boliviana de 2022. Estuvo dirigida por Rodrigo Bellot.

## Sinopsis
Amir, un periodista libanés-estadounidense, visita junto a su novio Amat a su amiga Amancaya en la región de Tarija, una zona de Bolivia amenazada por una multinacional petrolífera. La película se desarrolla y está filmada en el sur de Bolivia, en una zona de selva subtropical.
La película está basada en datos reales, el incendio de 2017 en la Reserva nacional de flora y fauna de Tariquía, para invitar al espectador a pensar sobre el medio ambiente natural y la salud mental.

## Reparto
- Mazin Akar como Amir
- Kaolin Bass como Amat[7]
- Andrea Camponovo como Amancaya
- Vitorio Lema como Amaru
- Idalmis García como Amanda
- Julián Mercado como Amro
- Miguel Michel como Américo
- Ana Domínguez
- Toto Vaca como Amarillo
- Shawn Brown como Amaury
- Mary Ellen Liepins
- Marco Antonio Mercado

## Estreno
La película se estrenó en el Festival Internacional de Cine de Guadalajara, en México, en 2021.
Posteriormente se estrenó en salas de cine en 2022.